# Matías Sánchez Herrera
Matías Alberto Sánchez Herrera (n. Copiapó, Región de Atacama, Chile; 8 de mayo de 1990) es un futbolista chileno  que juega en la posición de delantero. Debutó en Deportes Copiapó el año 2006.

## Trayectoria
Jugador que hizo las inferiores en Deportes Copiapó, Luego en el 2009 emigró a Deportes Unión La Calera, club con el cual ascendió a Primera División 2 años después. Tras un breve paso por el Deportes Temuco, regresó a Deportes Copiapó donde ascendió a Primera B de Chile, actualmente juega en Deportes Concepción de la Primera B de Chile.

## Clubes
| Club                | País   | Año       |
| ------------------- | ------ | --------- |
| Deportes Copiapó    | Chile  | 2006-2009 |
| Unión La Calera     | Chile  | 2009-2011 |
| Deportes Temuco     | Chile  | 2012      |
| Deportes Copiapó    | Chile  | 2012-2014 |
| Huachipato          | Chile  | 2014-2015 |
| Deportes Concepción | Chile  | 2015-2016 |
| Deportes Copiapó    | Chile  | 2016-2017 |
| Arameiska-Syrianska | Suecia | 2017      |
| San Marcos de Arica | Chile  | 2018      |
| Deportes Copiapó    | Chile  | 2019-2021 |
| Colchagua           | Chile  | 2021      |

## Palmarés
| Título           | Equipo           | Región | Año  |
| ---------------- | ---------------- | ------ | ---- |
| Segunda División | Deportes Copiapó | Chile  | 2012 |

- Datos: Q16302067